# Sunshine Coast Stingrays
Les  Sunshine Coast Stingrays sont un club de rugby à XV australien, situé à Kawana, sur la Sunshine Coast au nord de Brisbane (Queensland). Ils évoluent dans les Queensland Country Championships.

## Nom
Les raies pastenagues sont un poisson venimeux, typiques de cette partie de la côte du Queensland.

## Histoire
Les Stingrays, fondés en 2005, intègrent la première division de l’État du Queensland afin de promouvoir le rugby à XV dans le nord de Brisbane, où il est géré par le Sunshine Coast Rugby Union. La première année, le club a joué dans deux villes, Caloundra et Noosa, puis à Kawana en 2006. En 2007, Noosa accueille sept matches, Maroochydore et University un chacun, tandis qu’une rencontre a été jouée le 24 mars en lever de rideau d’un match du Super 14 entre les Queensland Reds et les Waikato Chiefs, au Suncorp Stadium. Après une finale en 2010, le club connaît des difficultés financières et se retire du championnat de Brisbane, préférant intégrer les Queensland Country Championships, moins exigeants. Il est remplacé par l'équipe de l'Université Bond.

## Palmarès
- Champion du Queensland (0)

## Joueurs célèbres
- Will Genia
- Mike Hercus